# Березняк, Савватий Иванович
Березняк Савватий Иванович (18 (30) сентября 1884, Коростышев, Киевская губерния, ныне Житомирская область — 28 января 1921, Харьков) — педагог, экономист, украинский общественный и политический деятель, член Украинской Центральной Рады, глава Всеукраинского Совета военных депутатов.

## Биография
Родился в малоземельной крестьянской семье. С 1902 года — активный участник подпольных эсеровских кружков. Окончил Коростышевскую учительскую семинарию (1904). Учительствовал в Тифлисской губернии (1904-10). Сдал экзамены при Тифлисской Александровском учительском институте (1910) на звание учителя городского училища. С 1911 Березняк учился на экономическом отделе Киевского коммерческого института, который окончил 1915, защитив у проф. Русова, Александра Александровича курсовую работу «Опыт украинской студенческой анкеты в г. Киеве 1913 года».
Во время учёбы активно работал в Украинском студенческом кружке («Українській студентській громаді») Киевского коммерческого института (в 1913 году — председатель её правления), публиковался в газете «Рада». Вместе с Н. Ковалевским, Л. Бочковским, В. Ковтуненко, К. Коржем, Л. Ковалевым входил в Киевскую организацию украинских эссеров. С 1912 года он находился под надзором царской полиции.
С конца 1915 года — на Юго-Западном фронте (солдат штаба 11 армейского корпусного суда). В 1917 году участник Всеукраинского национального конгресса, всех трёх Всеукраинских военных съездов, на Втором из которых избран председателем Всеукраинского Совета военных депутатов. С апреля Березняк в составе УЦР, активный член Малой Рады, член её комиссий по составу, законодательных изменений и мирного договора. 2 сентября 1917 Березняк принимал участие в работе комиссии по образованию по плану С. Петлюры Краевого комитета обороны нового строя в связи с Корниловским мятежом. В составе делегации УЦР участвовал в Всероссийском демократическом совещании (Петроград, сентябрь 1917). Березняк был избран членом Всероссийского и Всеукраинского учредительных собраний, был участником Съезда Советов рабочих, крестьянских и солдатских депутатов Украины (декабрь 1917), на котором выступил с осуждением ультиматума Совета народных комиссаров. Активно работал над украинизацией армии, созданием украинских воинских частей, отстаивал суверенитет Украины. 11 (24) .01.1918 на торжественном заседании Малой Рады голосовал за принятие IV Универсала. В январе 1918 года во время большевистского мятежа в Киеве возглавлял Революционный комитет гарнизона, который поддерживал УЦР.
В 1918-20 годах работал в издательствах «Криниця», «Всевидат». Участвовал в антигетманском восстании. В январе 1919 года по спискам УПРС был кандидатом на выборах в Трудовой конгресс по Радомышльскому уезду, тогда же избран кандидатом в члены ЦК УПСР (центрального течения).
В апреле-июне 1920 года вместе с Н. Петренко, А. Степаненко, И. Лызанивским, И. Часныком вел переговоры в Киеве с большевистскими лидерами В. Затонским, П. Любченко, М. Павловым о легализации УПСР. Березняк дважды (19 октября и 9 ноября) арестовывался в связи с Делом правительства УНР. Дело наконец пошло в суд, который состоялся 22-29 мая 1921 г. в Киеве, как Дело членов ЦК УПСР. 20 января 1921 года в предварительных выводах следствия по делу «так называемого Правительства УНР и Центральных комитетов Украинских партий социалистов-революционеров и социал-демократов» к Березняку предлагалось применить высшую меру наказания. По справке чекистов умер 28.01.1921 от сыпного тифа до суда. Коллеги Березняка по ЦК УПСР засвидетельствовали, что он «заболел тяжело и без медицинской помощи умер в камере 21 января 1921 г.»